# 陈辰 (1971年)
陈辰（1971年2月—），男，北京人，中华人民共和国外交官，曾任中华人民共和国驻曼德勒总领事。

## 生平
1993年，进入中华人民共和国外交部工作，先后在外交部亚洲司、驻缅甸大使馆任职。2013年，任驻缅甸大使馆参赞，后加公使衔。2017年，任驻马来西亚大使馆公使衔参赞。2020年2月，出任中华人民共和国驻曼德勒总领事。2024年7月，自驻曼德勒总领事离任。

## 家庭
已婚，有一子。